# Sifo-Dyas
Sifo-Dyas is een fictief persoon uit het Star Wars-universum, gemaakt voor Star Wars: Episode II: Attack of the Clones.
Sifo-Dyas was een Jedi Meester die kort na de Slag om Naboo vermoord werd. De eerste minister van Kamino, Lama Su, vertelde Obi-Wan Kenobi dat Sifo-Dyas een grote order had geplaatst voor een kloonleger op Kamino. Dit zogezegd op verzoek van de Senaat om de Galactische Republiek te verdedigen. De Jediraad wist echter niets van deze order totdat Kenobi hierover geïnformeerd werd door Lama Su.
Volgens de roman Labyrinth of Evil, was Sifo-Dyas een vriend van de Jedi Meester Graaf Dooku. Graaf Dooku vond dat de Jedi Orde niet meer was wat zij zou moeten zijn, en schaamde zichzelf ervoor dat hij werkte voor de Senaat. Graaf Dooku, die later, na overgelopen te zijn naar de Dark Side, bekendstond als Sith Lord: Darth Tyranus, liet zich vertellen door zijn meester Darth Sidious dat Dyas in het geheim een order voor een kloonleger had geplaatst. Graaf Dooku moest Sifo-Dyas daarom vermoorden en de informatie over hem uit de Jedi Archives verwijderen, voordat hij de Jedi Orde voor altijd verliet. Om te bewijzen dat hij de moord had gepleegd, gaf Graaf Dooku Sifo-Dyas' lichtzwaard aan Generaal Grievous.
Drie officiële Star Wars-boeken (Revenge of the Sith picture/storybook, Revenge of the Sith Scrapbook, en Galactic Crisis) laten zien dat het de Hoogste Kanselier Palpatine was die Sifo-Dyas naar Kamino had gestuurd. Daar moest hij de order plaatsen voor het "geheime" kloonleger.
Nadat Sifo-Dyas vermoord was moest Graaf Dooku van zijn meester het project dat Sifo-Dyas had laten liggen overnemen. Het was Graaf Dooku die de premiejager Jango Fett als model nam voor het kloonleger. Toen Obi-Wan Kenobi arriveerde op Kamino, vertelden de Kaminoanen hem dat Sifo-Dyas de order voor de klonen had geplaatst. Maar toen Obi-Wan Kenobi Jango Fett vroeg wie Sifo-Dyas was, reageerde de premiejager verdacht: in het Mando'a zei hij tegen zijn gekloonde "zoon" Boba Fett dat hij de slaapkamer moest dichtdoen, waar Jango's pantser lag. Daarna claimde hij dat hij nooit gehoord had van Sifo-Dyas, maar ingehuurd was door een man die "Darth Tyranus" heette. Darth Tyranus, die later geopenbaard werd, is de Sith-naam van Graaf Dooku. Hoeveel Fett wist van het "Sithcomplot" blijft een mysterie; niet veel later kwam hij in gevechten tegen de Jedi om het leven.
Sifo-Dyas was eerder bekend als Sido-Dyas en in de vroege scripts voor Attack of the Clones was het de bedoeling om deze naam een schuilnaam te laten zijn voor Darth Sidious. Dat is in latere stadia niet meer gebruikt.
In Star Wars: Visionaries (een on-officieel boek over Star Wars) stond Sifo-Dyas bekend als een blanke man met een smalle, bruine sik. Ook in Visionaries, viel te lezen dat Sifo-Dyas' bloed gebruikt werd bij Generaal Grievous' bloedtransfusie.